# Nadine Keller
Nadine Keller (* 13. Mai 2000) ist eine Schweizer Tennisspielerin.

## Karriere
Keller begann im Alter von sechs Jahren mit dem Tennissport und bevorzugt Hartplätze. Sie gewann auf der ITF Women’s World Tennis Tour bisher einen Einzeltitel.
2021 gelangte sie als Qualifikantin in das Hauptfeld der mit 25.000 US-Dollar dotierten ITF Women’s Open Klosters, wo sie mit einem Sieg über Sandy Marti in die zweite Runde gelangte. Dort scheiterte sie dann aber an Camilla Rosatello mit 3:6 und 3:6. Bei den ebenfalls mit 25.000 US-Dollar dotierten Verbier Open 2021 gelangte sie mit einer Wildcard und einem Sieg über Aurora Zantedeschi ins Achtelfinale, wo sie dann Joanne Züger mit 2:6 und 2:6 unterlag.
2022 scheiterte sie bei den Verbier Open und den Elle Spirit Open jeweils in der ersten Runde, bevor ihr dann der erste Sieg in einem ITF-Turnier Ende September in Monastir gelang.

## Turniersiege

### Einzel
| Nr. | Datum              | Turnier  | Kategorie | Belag     | Finalgegnerin    | Ergebnis  |
| --- | ------------------ | -------- | --------- | --------- | ---------------- | --------- |
| 1.  | 25. September 2022 | Monastir | ITF W15   | Hartplatz | Yasmine Mansouri | 6:2, 7:67 |